# Tunnelbelüftungsgebäude am Königstuhl (Heidelberg)

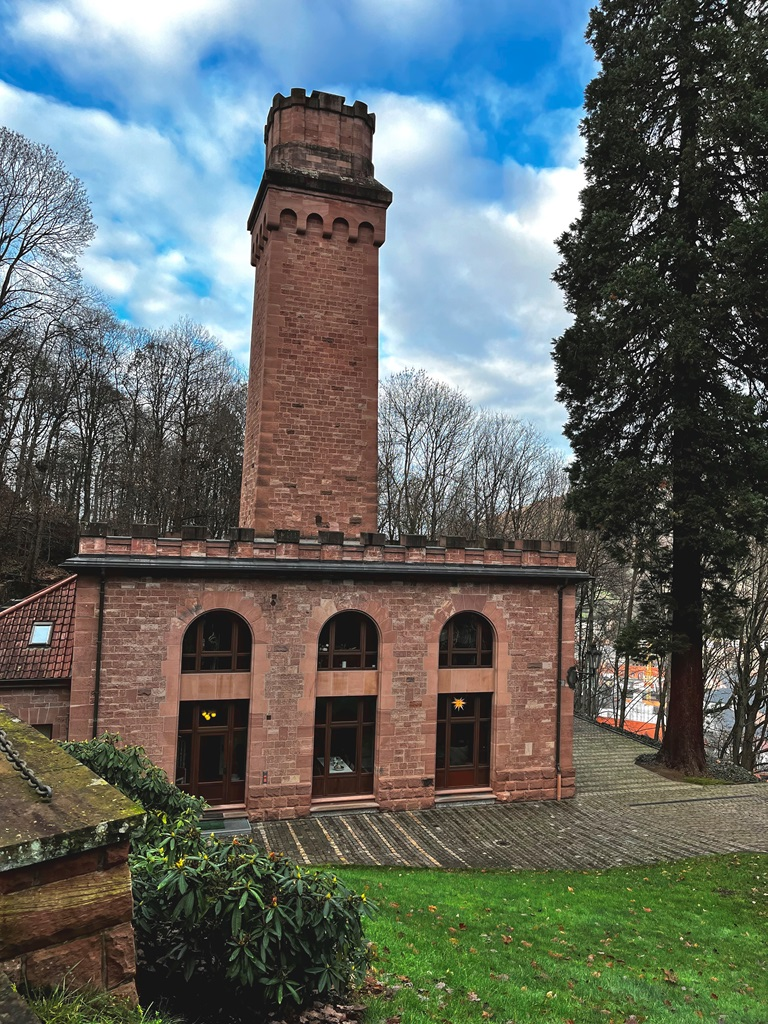
Tunnelbelüftungsgebäude mit Abluftkamin am Johannes-Hoops-Weg (Aufn. 2023)

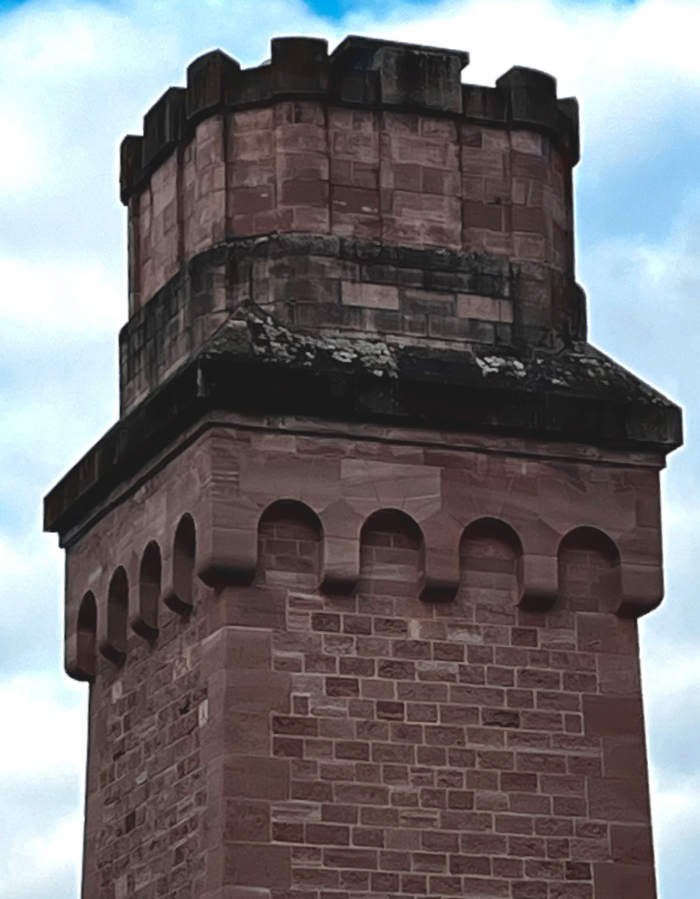
Abluftkamin, immer noch leicht rußgeschwärzt (Aufn. 2023)

Das historische  Tunnelbelüftungsgebäude am Königstuhl erhebt sich inmitten des Heidelberger Stadtwalds, am Johannes-Hoops-Weg 8. Das an eine spätmittelalterliche Festung erinnernde technische Gebäude mit seiner außergewöhnlichen Turmarchitektur wurde als obertägiges Maschinenhaus im Rahmen der Erbauung des Königstuhltunnels (1909/1912) im Jahr 1914 in Betrieb genommen. Anfänglich lief durch den Tunnel nur Güterverkehr. Der Personenverkehr erfolgte über die benachbarte Odenwaldbahn.
Der damals im Stadtrat umstrittene Gebäudekomplex diente der Ent- bzw. Belüftung der 2487 m langen Tunnelröhre der Neckartalbahn zwischen Heidelberg Hbf (Kopfbahnhof bis 1955, danach Heidelberg/Weststadt) und Karlstorbahnhof (2008 in Bahnhof Heidelberg-Altstadt umbenannt). Insbesondere der Gasausstoß der Diesel- und Dampflokomotiven musste fortlaufend abgesaugt werden. Zur Be- bzw. Entlüftung dienten große Axial-Ventilatoren, die im Maschinenhaus der Anlage mittels Transmissionsriemen angetrieben wurden. Vor allem bei Dampflokomotiven bereiteten die kohlenstoffmonoxidhaltigen Tunnelabgase große Probleme, da sie in die offenen Führerstände der Loks eindrangen. 
Mit der Elektrifizierung der Bahnstrecke und dem Abschied der Dampflokomotive aus dem Bahnverkehr folgte 1971 die Stilllegung der Anlage. Die quadratische turmartige Kaminöffnung wurde mit Beton verfüllt und das Maschinenhaus in den 1990er Jahren zum Wohnhaus umgebaut. Der verschlossene Abluftschacht innerhalb des Königstuhltunnels wurde 2007 fotografisch dokumentiert. Das Foto zeigt auch eine Zugangstür vor Ort.
Das etwa 110 Jahre alte Gebäude am Johannes-Hoops-Weg 8 unterliegt heute dem Denkmalschutz. Bemerkenswert ist auch der benachbarte angepflanzte Mammutbaum, der vermutlich gleichen Alters ist.